# THE ZIP GUNS
THE ZIP GUNS（ザ・ジップガンズ）は、日本のロックバンド。

## メンバー
- 雄介（ボーカル・ギター）

解散後は、cruyff in the bedroomのメンバーとして活動。
- トシタカ（リードギター）

1991年加入。
解散後は、COITI BAND、THE GOOD DREAMS、下戸に在籍。
福井県若狭小浜ゆるキャラ「さばトラななちゃんのテーマソング」を制作している。
- ヒデ（ベース）

解散後は、cruyff in the bedroomのメンバーとして活動。
- ヒロ（ドラムス）

## 概要
1991年、月10本のライブに3ヶ月に1回の全国ツアーをこなし、連日ブッキングの梅田バナナホールと心斎橋MuseHallで共に動員数400人を記録 。
1992年、シャ乱Q、カメレオンと共に大阪城ホコ天にてストリートライブを行った。
1995年4月、BMGビクターからアルバム「Charm」でメジャーデビューを果たす。また、デビュー記念ライブでは渋谷On Air Eastにて1000人を動員した。
同年6月にリリースされた1stシングル「いつになってもいつまでも」はテレビアニメ『行け!稲中卓球部』のエンディングテーマに起用された。
1996年、フルアルバム「THE ZIP GUNS」をリリース。同年、所属事務所をマーマレード音楽出版からヒップランド内のフラワーズランドに移籍。
その後もシングル、アルバムをリリースしたが、雄介が活動中にシューゲイザーやクリエイション・レコーズと出会い、それらに影響を受けた音作りを取り入れようとしてバンド内で対立が生じ、1997年解散した。

## ディスコグラフィ

### 参加作品
| 発売日         | タイトル         | 規格品番   | 曲順 | 楽曲                      |
| -------------- | ---------------- | ---------- | ---- | ------------------------- |
| 1991年12月15日 | あっとしてGOOD!! | GFCG-10001 | M.9  | JOHNNYは変わり者          |
| 1991年12月15日 | あっとしてGOOD!! | GFCG-10001 | M.10 | さよならダーリン          |
| 1993年7月21日  | STREET PANIC     | BVCR-1406  | M.7  | こんなにも長いスコール    |
| 1993年7月21日  | STREET PANIC     | BVCR-1406  | M.8  | カウボーイのテーマ        |
| 1995年10月1日  | 稲中秘宝音楽館   | KTCR-1337  | M.3  | いつになっても いつまでも |

## タイアップ一覧
| 使用年 | 曲名                      | タイアップ                                                        |
| ------ | ------------------------- | ----------------------------------------------------------------- |
| 1995年 | いつになっても いつまでも | TBS系アニメ『行け!稲中卓球部』エンディングテーマ(第1話 - 第13話） |

## ライブ出演
- NEW KIDS ON THE ROCKS '95（1995年8月6日、名古屋城深井丸公園）